# Johannes Thomas (Ruderer)
Johannes Thomas (* 11. September 1949 in Dresden) ist ein ehemaliger Ruderer aus der DDR. 1976 gewann er die olympische Silbermedaille im Vierer mit Steuermann.
Johannes Thomas steuerte ab 1970 den Vierer des SC Einheit Dresden unter Trainer Hans Eckstein. Mit dem Vierer belegte Thomas bei den DDR-Rudermeisterschaften 1970 den dritten Platz. Nach dem zweiten Platz 1971 gewann der Vierer die DDR-Meisterschaft 1972. Von 1973 bis 1975 steuerte Thomas den Dresdner Achter und den zweiten Vierer des Vereins. Für die Olympischen Spiele 1976 kehrte Thomas in den ersten Dresdner Vierer zurück, der mit Wolfgang Groß als Steuermann 1974 Weltmeister geworden war. In Montreal steuerte Thomas das Boot mit Ullrich Dießner, Walter Dießner, Rüdiger Kunze und Andreas Schulz zum zweiten Platz hinter dem Boot aus der Sowjetunion. Für diesen Erfolg wurde er mit dem Vaterländischen Verdienstorden in Bronze ausgezeichnet.
Johannes Thomas ist gelernter Koch. Nach einem Studium an der Fachschule für Gastronomie und Hotelwesen in Leipzig arbeitete Thomas in leitender Stellung bei der Mitropa in Dresden. Nach der Wende arbeitete er beim Mitropa-Nachfolgebetrieb in der Logistik. Seine Tochter Christina war Steuerfrau des deutschen Frauenachters, der 1997 bei den Junioren-Weltmeisterschaften in Hazewinkel/Belgien siegte.